# Marilia truncata
Marilia truncata is een schietmot uit de familie Odontoceridae. De soort komt voor in het Neotropisch gebied.